# Guara rhaphis
Guara rhaphis là một loài bướm đêm trong họ Geometridae.